# 许家坊土家族乡
许家坊土家族乡，是中华人民共和国湖南省张家界市慈利县下辖的一个乡镇级行政单位。

## 行政区划
许家坊土家族乡下辖以下地区：
麒麟村、红坪村、龙坪村、岩口村、南庄村、邓界村、杨桥村、大峪村、咸水村、阳坪村、堆金村、大塘村、棋盘村、新建村、浮石村和陈坪村。